# Kuba és az Egyesült Államok kapcsolatai
A Kuba és az Amerikai Egyesült Államok közötti kapcsolatok visszanyúlnak egészen a mai két állam gyarmati korszakába. Az Egyesült Államok a függetlenségének kivívása után, gyors gazdasági megerősödése nyomán, többször is ajánlatot tett Spanyolországnak a számára gazdaságilag és stratégiailag fontos Kuba megvásárlására, ezt azonban a spanyolok elhárították. Az ibériai nagyhatalom gazdasági és politikai befolyása azonban gyorsan csökkent, és az Egyesült Államok a 19. század fordulóján katonailag is beavatkozott a Kuba és Spanyolország közötti függetlenségi háborúba. Kuba így amerikai segítséggel nyerte el függetlenségét; ennek következményeként fokozatosan teljesen az Egyesült Államok gazdasági és politikai befolyása alá került. Mind a kubai tőkebefektetések, mind a külkereskedelem döntő része amerikai kézbe került.
Az 1959-es kubai forradalom súlyosan sértette az Egyesült Államok gazdasági és politikai érdekeit, és ennek nyomán a két ország kapcsolatai végletesen megromlottak. Washington megszakította diplomáciai kapcsolatait a Fidel Castro vezette Kubával, és szigorú gazdasági embargót vezetett be ellene. A két ország minimális diplomáciai kapcsolatait az azóta eltelt fél évszázadban a Svájc washingtoni illetve havannai nagykövetségein belül működő kubai, illetve amerikai érdekképviseleti szekciókon keresztül tartotta fenn. Az amerikai embargó eredeti oka az amerikai gazdasági érdekeltségek államosítása volt, azonban a későbbiekben az Egyesült Államok többször is azt hangoztatta, hogy ezeket a korlátozó intézkedéseket mindaddig fenn fogja tartani, amíg Kuba elutasítja a demokráciát és nem tiszteli az emberi jogokat.
Az évek során számos más nyugati demokrácia jó kapcsolatokat épített ki a kubai rendszerrel, és az ENSZ éves közgyűlése is rendszeresen, 2013-ban már a 22. alkalommal, csaknem egyhangú határozatokban szólította fel az Egyesült Államokat a gazdasági embargó megszüntetésére.
2014. december 17-én Barack Obama amerikai és Raúl Castro kubai elnök bejelentették, hogy megkezdődött a két ország közötti kapcsolatok normalizálásának folyamata, amiről hónapok óta titkos tárgyalások folytak Kanadában és a Vatikánban, Ferenc pápa támogatásával. Az első lépések közé tartozik az utazási korlátozások feloldása, a pénzátutalások megkönnyítése, az 1961-ben bezárt havannai amerikai nagykövetség újranyitása. 2015. április 11-én a két fél által sikeresnek minősített érdemi tárgyalásokra került sor Barack Obama és Raúl Castro között Panamavárosban.

## Történelmi háttér

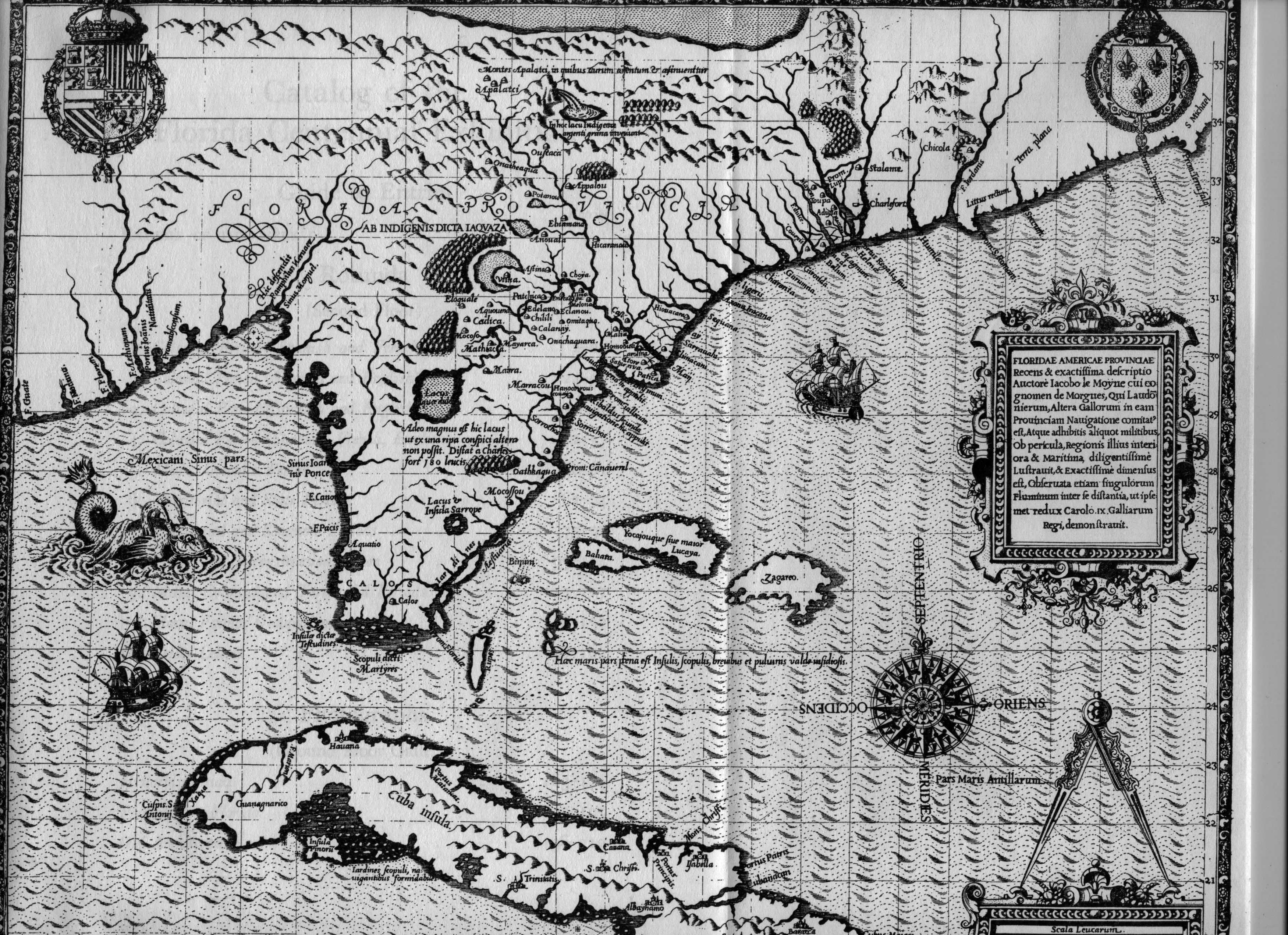
Florida és Kuba egy 1591-es térképen (részlet)

A 18. század elején a szerény hivatalos kereskedelem mellett élénk csempészforgalom is kialakult Kuba, az akkori spanyol gyarmat, és az észak-amerikai brit kolóniák között; az utóbbi célja az volt, hogy elkerüljék az adók megfizetését az európai birodalmi központoknak. A kubai export fő termékei már ekkor is a dohány és cukor voltak.
Az angolok a hétéves háború során 1762-ben elfoglalták Havannát és lehetővé tették a hivatalos kereskedelmet a brit gyarmatokkal. Az amerikai függetlenségi háború újabb lehetőségeket nyújtott; Spanyolország már 1776 novemberében megnyitotta a kubai kikötőket a függetlenedő észak-amerikai gyarmatok kereskedelme előtt.
A sziget gazdaságilag egyre vonzóbb lett a fiatal amerikai állam számára. 1820-ban Thomas Jefferson kijelentette, hogy Kuba rendkívül fontos többletet jelenthetne az államszövetségnek, és közölte hadügyminiszterével, John C. Calhounnal hogy az Egyesült Államoknak az első lehetőséggel meg kell szereznie Kubát.

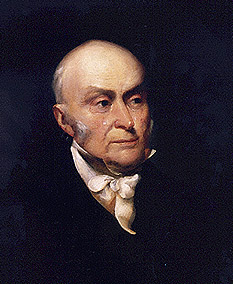
John Quincy Adams amerikai elnök már külügyminiszter korában úgy nyilatkozott, hogy ha Kuba elszakadna Spanyolországtól, természetes módon gravitálna az USA felé

John Quincy Adams külügyminiszterként a madridi amerikai követnek küldött levelében azt fejtegette, hogy a nyilvánvaló nehézségek ellenére fél évszázadon belül lehetséges lesz Kuba annektálása, hiszen ha függetlenedik és elszakad Spanyolországtól, érett almaként fog az Egyesült Államok ölébe hullani. 1854-ben az Egyesült Államok ajánlatot szándékozott tenni Spanyolország számára, miszerint 130 millió dollárért megvásárolja a szigetet. Az úgynevezett Ostend Manifestóban foglalt tervet azonban nyilvánosságra kerülése után az amerikai abolicionisták, a rabszolgaság ellen küzdő mozgalom tagjai, meghiúsították.
1877-re az Egyesült Államokba irányult a kubai export 83%-a, és ennek monopszóniának a révén az amerikaiak ellenőrizték a sziget gazdaságának túlnyomó részét. Anthony Trollope angol utazó ekkoriban azt jegyezte fel, hogy az ország kereskedelme egyre inkább külföldiek kezébe kerül, Havanna hamarosan éppúgy amerikai lesz, mint New Orleans. Egyre több észak-amerikai polgár telepedett le a szigeten, az északi part egyes települései fokozatosan inkább amerikai, mint spanyol jellegűvé váltak.  Az 1868 és 1878 között lezajlott tízéves sikertelen kubai függetlenségi háború nyomán kialakult kedvezőtlen gazdasági helyzetben az amerikai befektetők igen olcsón jutottak ingatlanokhoz. Ilyen módon a kubai gazdaság még tovább integrálódott az amerikaiba, miközben egyre lazultak kapcsolatai Spanyolországgal.

### A kubai függetlenség kivívása

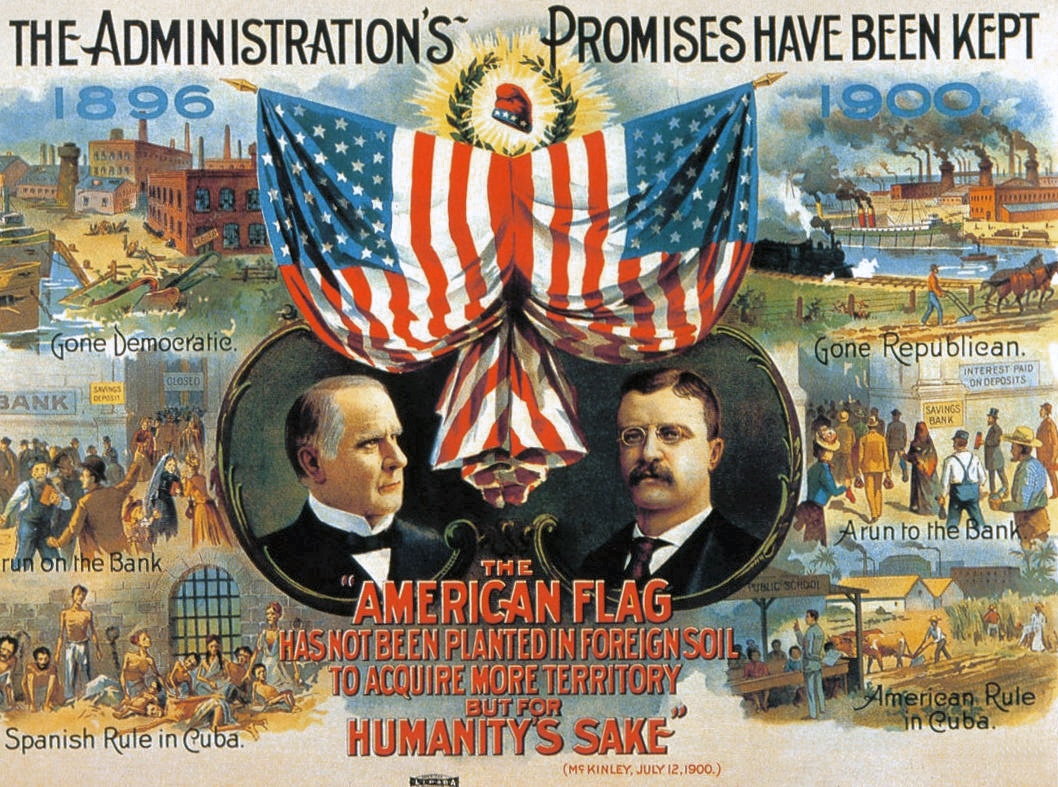
Az amerikai republikánus párt 1900-as plakátja a kubai amerikai uralommal kampányol

A Kuba függetlenségéért harcolók többször fordultak segítségért az Egyesült Államokhoz. Ulysses S. Grant elnök azonban nem teljesítette kéréseiket, és a függetlenségi küzdelmek egyre-másra vereséget szenvedtek. Az amerikai érdekeltség azonban továbbra is fennmaradt, amit jól illusztrál James G. Blaine amerikai külügyminiszter 1881-es írása, miszerint „Kuba, ez a gazdag sziget, a Mexikói-öböl kulcsa, legnagyobb kereskedelmi partnerünk a nyugati féltekén, máris az amerikai kereskedelmi része, annak ellenére, hogy spanyol kézen van. Ha valaha elszakadna Spanyolországtól, szükségszerűen amerikaivá válna”.
A második kubai függetlenségi háború során, 1897-ben William McKinley amerikai elnök 300 millió dollárt ajánlott Spanyolországnak Kubáért. Madrid elutasította az ajánlatot. 1898 februárjában az amerikai érdekek védelme érdekében a havannai kikötőben állomásozó Maine amerikai csatacirkáló felrobbant, és 260 tengerész az életét vesztette. Bár a későbbi vizsgálatok megállapították, hogy a robbanás a hajó lőszerraktárában keletkezett, az amerikai kormányzat a tragédiát ürügyül használta fel a spanyol–amerikai háború kirobbantására. A kubai történészek ezt a kubai függetlenségi háborúba történő amerikai intervenciónak nevezik.
Az amerikai győzelem nyomán 1898 decemberében Spanyolország és az Egyesült Államok aláírta az 1898-as párizsi szerződést, amiben Madrid lemondott Kubáról. Ez véget vetett a spanyol birodalom jelenlétének az amerikai kettős kontinensen, és megnyitotta az amerikai expanzió korszakát. Az okmány aláírása után közvetlenül az amerikai tulajdonú „Island of Cuba Real Estate Company” ingatlanügynökség kubai földeket kezdett árusítani az amerikaiak számára. Kuba 1902-ig amerikai katonai kormányzat alatt volt, csak ekkor nyerte formális függetlenségét.

### Kapcsolatok 1900 és 1959 között

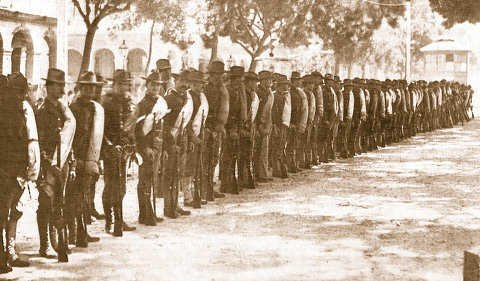
Amerikai megszálló erők Kubában 1898 körül

Az amerikai kongresszus – belpolitikai okok miatt – megtiltotta Kuba formális annexióját. Az Egyesült Államok végül azzal a feltétellel vonta ki csapatait, hogy Kuba elfogadta: az Egyesült Államok beavatkozhat az ország belügyeibe, ha értékelése szerint a jó kormányzás veszélybe kerül, valamint támaszpontot biztosított az USA számára a Guantánamói-öbölben. Ennek az egyenlőtlen szerződésnek az alapján Kuba tulajdonképpen félgyarmati státusba került és az Egyesült Államok a következő évtizedekben többször is csapatokat küldött a szigetre különböző tiltakozások és felkelések elfojtására.
1926-ra amerikai vállalatok kezében volt a kubai cukoripar 60%-a, és a termés 95%-át ők importálták. 1933-ban katonai puccs döntötte meg Gerardo Machado kubai elnök kormányát, és az Egyesült Államok újra beavatkozott katonailag. Ramón Grau, az új kubai elnök felmondta a kubai-amerikai szerződést. Az Egyesült Államok megtagadta az új kormányzat elismerését, és felelőtlen kommunistáknak nevezte képviselőiket.
Az 1930-as években emelkedett hatalomra Fulgencio Batista tábornok, aki az ország tényleges vezetője lett, és két időszakban (1940–44 és 1952–59) az elnöki címet is birtokolta. Batista idején szoros kapcsolat alakult ki a kubai és az amerikai kormányzat között. Kuba gazdasága teljesen amerikai irányítás alá került, számos amerikai vállalkozás virágzott a szigeten, bár a korrupció rendkívül elterjedt volt, és Havanna az amerikai szervezett bűnözés számára egyfajta menedéket jelentett. Az amerikai maffiák vezetői 1946-ban Havannában szervezték meg konferenciájukat. Itt olyan fontos döntéseket hoztak, amelyek évtizedekre meghatározták a nagy bűnözői csoportok, „családok” egymás közötti viszonyait, viselkedési szabályait.
Arthur Gardner amerikai nagykövet a későbbiekben így jellemezte a kubai-amerikai kapcsolatokat Batista második elnöksége idején:

„Batista mindig az Egyesült Államok felé hajlott. Nem hiszem, hogy valaha is volt jobb barátunk. Sajnálatos módon, mint minden dél-amerikai, ő is ismert volt arról – bár erről nincs pontos információm –, hogy szinte mindenből jutalékot kapott. Másrészt viszont csodálatos  munkát végzett.”

A Fidel Castro vezette felkelés előrehaladása idején, 1958 márciusában azonban az Egyesült Államok leállította a fegyverszállításokat Batista csapatainak. Earl T. Smith amerikai nagykövet és William Wieland külügyminisztériumi tanácsadó  hevesen ellenezte ezt a döntést. Utóbbi kijelentette: „Tudom, hogy Batistát sokan gazembernek tartják, de az elsődlegesek az amerikai érdekek, és ő legalább a mi kutyánk kölyke.”"

„Castro előtt az amerikai nagykövet olyan túlnyomó befolyással rendelkezett Kubában, hogy ő volt a második legfontosabb ember az elnök után, sőt néha még nála is fontosabb.”

–  Earl T. Smith, volt kubai amerikai nagykövet, 1960-as szenátusi meghallgatása során

## Kapcsolatok a kubai forradalom győzelme után
Dwight D. Eisenhower amerikai elnök 1959-ben, a kubai forradalom győzelme után hivatalosan elismerte az új kormányzatot, de a kétoldalú kapcsolatok ennek ellenére gyorsan romlani kezdtek. Az amerikai kormányzatot különösen az  kubai agrárreform és az amerikai érdekeltségek államosítása aggasztotta. Fidel Castro 1959 áprilisában egy delegáció élén az amerikai sajtóklub meghívására az Egyesült Államokba látogatott, hogy enyhítse a kétoldalú feszültségeket. Megkoszorúzta a Lincoln-emlékművet is. Fogadta őt Richard Nixon akkori alelnök, akinek kifejtette a reformterveit.
Az USA ennek ellenére fokozatosan kereskedelmi korlátozásokat vezetett be Kuba ellen. Az amerikai nagykövet 1959 szeptemberében hivatalosan kifejezte kormánya aggodalmát az amerikai érdekek sérelme miatt.
A kubai államosítások folytatódásával az amerikai kereskedelmi szankciók egyre erősödtek. Az Egyesült Államok beszüntette a kubai cukor vásárlását és a kőolajszállítást. Ez arra késztette Kubát, hogy a Szovjetunióhoz forduljon a létfontosságú olajimport érdekében. 1960 márciusában egy belga lőszert szállító francia hajó, a La Coubre rakománya kirakodás közben felrobbant a havannai kikötőben. Fidel Castro az Egyesült Államokat vádolta a szabotázscselekmény megszervezésével, bár bizonyítékokat nem sikerült szerezni a robbanás okáról. Eisenhower elnök ugyanebben a hónapban felhatalmazta a CIA-t a kubai forradalom elől elmenekült kubaiak  kiképzésére és felszerelésére Castro megdöntése céljából.
Az államosítások minden újabb lépése az amerikai ellenintézkedések súlyosbítását váltotta ki, mire 1960. október 19-ére az amerikai kormány már minden exportot megtiltott Kubába. Ezzel párhuzamosan erősödtek a szovjet-kubai kereskedelmi kapcsolatok. Válaszul az Egyesült Államok megkezdte a diplomáciai kapcsolatok leépítését is. 1960 folyamán Kuba letartóztatott és kiutasított két amerikai diplomatát terrorista akciók szervezése és fegyvercsempészet a vádjával. 1961. január 3-án az Egyesült Államok megvonta a diplomáciai elismerést a kubai kormánytól, és bezárta havannai nagykövetségét.
John F. Kennedy elnökjelöltként tévesnek értékelte Eisenhower kubai politikáját. Bírálta az amerikai magánvállalatok érdekeinek képviseletét a kubai gazdasági fejlődés támogatása helyett. Rámutatott, hogy az Egyesült Államok Kubában Latin-Amerika történetének legvéresebb, legelnyomóbb rendszerét támogatta.
1961-ben Kuba sikerrel verte vissza a CIA által kiképzett és támogatott 1500 kubai emigráns invázióját a Disznó-öbölben. John Fitzgerald Kennedy magára vállalta a felelősséget a vállalkozásért, ami a tervekkel ellentétes hatást váltott ki, és erősítette a kubai rendszer népi támogatását. Az USA új terveket kezdett kidolgozni Castro megdöntésére, amik a politika, a pszichológiai hadviselés, a katonai szabotázs, a hírszerző műveletek és a politikai gyilkosságok elemeit kombinálták. A tervek olyan akciókat is tartalmaztak, amelyek az USA területén történtek volna az amerikai lakosság Kuba-ellenes érzelmeinek erősítése érdekében.
Az Amerikai Egyesült Államok Szenátusának hírszerzési bizottsága később megerősítette, hogy 1960 és 1965 között nyolc kísérletet is tettek Castro meggyilkolására, és továbbiakat a kubai vezetés más tagjai ellen. Az amerikai haderő 1962-ben partraszállási gyakorlatot hajtott végre egy karib-tengeri szigeten Operation Ortsac néven, azaz a fedőnév Castro nevének fordítottja volt. A feszültség 1962-ben hágott a csúcspontjára a világháborúval is fenyegető kubai rakétaválság idején, amikor a Szovjetunió középhatósugarú rakétákat telepített a szigetre.
John F. Kennedy 1962-ben megerősítette az általános kereskedelmi embargót Kuba ellen, és egy évvel később betiltott minden odautazást és pénzügyi tranzakciót is. Kisebb változásokkal, de lényegükben ezek a rendelkezések érvényben voltak 2014-ben is.
Egy kisebb enyhülési szakasz következett be 1964-ben, Lyndon B. Johnson elnöksége idején. Fidel Castro üzenetet küldött a párbeszéd újrafelvétele érdekében, de ennek nem lett komoly hatása.
Az 1960-as évek végén, a 70-es évek elején a két ország között megszaporodtak a repülő-eltérítések. Mindkét fél polgárai, különböző politikai és egyéb okokból, havonta, hetente kényszerítettek polgári repülőgépeket a másik országba, ami szükségessé tette a két állam bizonyos fokú együttműködését. 1974-től az Egyesült Államok hivatalos képviselői látogatásokat is tettek a szigetországban. Három évvel később, Jimmy Carter elnöksége idején a két fél érdekvédelmi szekciókat nyitott egymás országaiban az ottani svájci nagykövetségek keretein belül. 1980-ban, miután a fokozódó gazdasági nehézségek miatt tízezer kubai zsúfolódott az ottani perui nagykövetség területére politikai menedékjogot kérve, Castro kijelentette, hogy mindenki elhagyhatja Kubát, aki akarja, és erre a célra megnyitotta Mariel kikötőjét. Hamarosan 125 000 ember hagyta el Kubát a legkülönfélébb vízi járműveken az Egyesült Államok közeli partjai felé, anélkül, hogy az amerikai hatóságokat értesítették volna. A menekülők közé engedtek bűnözőket is a börtönökből valamint elmegyógyintézeti ápoltakat.
1977-ben Kuba és az Egyesült Államok egyezményt írt alá a közöttük húzódó tengeri határ vonaláról. 1981-ben azonban Ronald Reagan republikánus kormányzata újra szigorított az embargón. 1985-ben megindították a Radio y Televisión Martít, a Szabad Európa rádióra emlékeztető amerikai propaganda-adót a kubai hallgatóság tájékoztatására.
1996 februárjában a kubai légvédelem MiG–29-esei lelőtték a „Brothers to the Rescue” nevű szervezet két Cessna gépét, amik szerintük behatoltak a kubai légtérbe. 2001-ben az Egyesült Államokban öt kubai hírszerzőt hosszú börtönbüntetésekre ítéltek.
A két ország hírszerzésének és a radikális emigráns szervezeteknek a küzdelme mellett politikai szinten a kapcsolatok alig változtak. A republikánus kormányzatok idején általában szigorítottak a szankciókon, a demokrata kormányzatok pedig, legalábbis szavakban, vizsgálták az enyhítés lehetőségét, de jelentős változásokra nem került sor. Amerikai részről nagy várakozásokat fűztek Fidel Castro lemondásához, de Raúl Castro 2008-as hatalomátvétele zökkenőmentes volt, és nem hozott jelentős változásokat a kubai-amerikai kapcsolatokban.

### Óvatos lépések a normalizálás felé
Barack Obama demokrata párti kormányzatának hatalomra kerülése után amerikai részről újra áttekintették a kubai-amerikai kapcsolatok állását, és ennek nyomán az elnök óvatos könnyítéseket vezetett be, főleg az utazási korlátozásokban. 2013-ban, Nelson Mandela gyászszertartásán a két elnök személyesen is találkozott.
Ezeket az szimbolikus lépéseket követte a Ferenc pápa által is szorgalmazott, hosszan tartó titkos kétoldalú tárgyalások során kidolgozott megállapodás a kapcsolatok rendezésének megindításáról 2014. december 17-én. Kuba beleegyezett politikai folyok szabadon bocsátásába, az Egyesült Államok pedig megindította egy havannai nagykövetség felállításának folyamatát. Kölcsönösen szabadon engedtek hírszerzéssel vádolt személyeket. Az egyesült államokbeli kubai emigráns közösség reakciói vegyesek voltak, és három kubai származású amerikai szenátor is elítélte az Obama-kormányzat lépéseit.
2015. április 11-én került sor a következő, igen jelentős lépésre a két országa kapcsolatai javításának folyamatában, mégpedig az Amerikai Államok Szervezetének hetedik csúcstalálkozóján Panamavárosban. Az egyébként csak regionális jelentőségű eseményt most világszerte fokozott érdeklődés övezte, mert tudni lehetett, hogy ott Barack Obama és Raúl Castro érdemben fog tárgyalni egymással. A közeledés óvatosságára jellemző, hogy hivatalosan ez a találkozó is csak „informális” volt, bár a két vezető 80 percig tárgyalt egymással zárt ajtók mögött. A tárgyalások fő kérdései elemzők szerint a diplomáciai kapcsolatok újrafelvétele, a Kuba elleni embargó feloldása, valamint az, hogy Washington levegye Kubát a terrorizmust támogató országok listájáról. Az embargó feloldásához azonban szükség van a kongresszus jóváhagyására, ami a jelenlegi erőviszonyok közepette lehetetlen Obama számára. A folyamat ezért továbbra is csak lassan haladhat előre.
A tárgyalások hangulata mindenesetre történelmi fordulatot jelzett. Obama nyilatkozata szerint a megbeszélés „őszinte és eredményes” volt, ami azt jelenti, hogy elismerték: a fennálló, és a jövőben is fennmaradó ideológiai nézeteltérések dacára közös érdek lenne rendezni a viszonyt. Raúl Castro is nagyrabecsüléséről biztosította Barack Obama elnököt. Úgy fogalmazott, hogy lehetségesnek tartja újfajta kapcsolatok kialakulását, és mindketten készek minden vitás kérdésről türelmesen tárgyalni.
2015. május 29-én az USA törölte Kubát a terrorizmust támogató országok listájáról. 2015. július 1-én Obama elnök bejelentette, hogy megállapodás született a két ország között a nagykövetségek újra megnyitásáról. 2015. augusztus 14-én John Kerry amerikai külügyminiszter jelenlétében ünnepélyesen újranyitották az 54 éve bezárt amerikai nagykövetséget Havannnában. Kerry volt az első amerikai külügyminiszter, aki 1945 óta kubai földre lépett.
Donald Trump amerikai elnök 2017-es hatalomra kerülése után a kapcsolatok normalizálódása ismét megtorpant. Egy 2017 júniusi, Miamiban elmondott beszédében Trump bírálta elődje „teljességgel egyoldalú” megállapodását, és kijelentette, hogy „azonnali hatállyal” semmissé nyilvánítja a Barack Obama és Raúl Castro közti megállapodást. A beszéd után azonban az elnök nem adott formális utasítást a Kuba elleni szankciók visszaállítására, csupán arra utasította a pénzügyminisztérium illetékes hivatalát, hogy kezdje meg a szankciók felülvizsgálatát. Végül pusztán annyi történt, hogy az amerikai állampolgárok kubai utazására vonatkozó korlátozást enyhén megszigorították: a tizenkét engedélyezett jogcím közül egyet töröltek. A 2015-ben újranyitott követségeket nem zárták be. A kapcsolatok tovább romlottak, amikor 2017 őszén az Egyesült Államok visszahívta Havannában dolgozó diplomatáinak mintegy felét, és október 3-án kiutasított 15 kubai diplomatát, arra hivatkozva, hogy a Kubában dolgozó amerikai diplomaták „akusztikus támadás” áldozatai lettek.

## Fordítás
- Ez a szócikk részben vagy egészben a Cuba–United States relations című angol Wikipédia-szócikk ezen változatának fordításán alapul.  Az eredeti cikk szerkesztőit annak laptörténete sorolja fel. Ez a jelzés csupán a megfogalmazás eredetét és a szerzői jogokat jelzi, nem szolgál a cikkben szereplő információk forrásmegjelöléseként.